# NSO Group
NSO Group Technologies és una empresa tecnològica israeliana dedicada a la creació de programari d'intrusió i vigilància fundada el 2010 per Niv Carmi, Omri Lavie i Shalev Hulio. S'especialitza en programari per a vigilància que només venen a governs, entre ells es troba el Spyware Pegasus.

## Controvèrsies
- Citizen Lab i Lookout van publicar en 2016 l'existència d'una vulnerabilitat zero-day explotat pel malware Pegasus i que el seu objectiu va ser l'activista defensor dels drets humans Ahmed Mansoor.
- En febrer de 2017 es fa public en el diari The New York Times el resultat de la recerca de Citizen Lab on activistes de la salut van rebre missatges de text que contenen adreces en internet per a descàrrega del malware Pegasus.
- En juliol de 2017, les mateixes fonts divulguen que el malware Pegasus va ser utilitzat per espiar als membres del en:Interdisciplinary Group of Independent Experts a Mèxic, enviat per la CIDH per assistir en la recerca de la desaparició i presumible assassinat de 43 normalistes en la Cd. d'Iguala, Gro., al juliol de 2014.[1][2][3] Una dècada després, les familiars de les víctimes segueixen sense tindre informació.
- Catalangate: des de 2010 fins a l'actualitat, almenys 65 víctimes van ser infectades pel programari per part del govern espanyol. Les víctimes incloïen polítics, incloent presidents de la Generalitat i el parlament, activistes, advocats i desenvolupadors informàtics. Així mateix, en diversos casos es va realitzar per infectar els seus familiars.[4]